# 小京都連続殺人事件
『小京都連続殺人事件』（しょうきょうとれんぞくさつじんじけん）は、2012年から2019年までフジテレビ系で放送されたテレビドラマシリーズ。全4回。主演は浅野温子。
放送枠は「金曜プレステージ」（第1作 - 第3作）、「土曜ワイド」（第4作）。
第3作「小京都連続殺人事件×外科医 鳩村周五郎」にて、円城椿が鳩村周五郎（演：船越英一郎）と共演している。
第4作では再放送ではない二時間ミステリーのシリーズ新作にしては珍しく土曜の昼間に放映され、エンディングは「金曜プレステージ」・「金曜プレミアム」同様、菅原紗由理の「いつの日も」が使用された。

## キャスト

### 主人公とパートナー
円城椿
演 - 浅野温子
フリーのフードジャーナリスト。主に雑誌「OKAWARI」で食の魅力を伝えている。
牧野忍
演 - 小泉孝太郎
峰和出版の雑誌「OKAWARI」編集者兼カメラマン。酒に弱い。死体を見ると気分が悪くなり倒れ込む。

### 特別出演
鳩村周五郎
演 - 船越英一郎（第3作）
天才外科医。つぐみに呼ばれて長野県飯山市に来る。
川上つぐみ
演 - 美山加恋（第3作）
長野県飯山市の無農薬栽培「宮本農園」でアルバイトをしている。
小室源介
演 - 内藤剛志（第3作）
警視庁捜査一課の刑事。

### ゲスト
第1作「スパイスは復讐の味」（2012年）
- 菱沼咲子（大鷲レストラン尾道店 アルバイト・忍の小中学校の同級生） - 馬渕英俚可（幼少期：小林星蘭）
- 若林翔太（尾道市役所 職員・善四郎と恵理の息子） - 石垣佑磨
- 五十嵐悦弘（尾道警察署 刑事） - 吉満寛人
- 西岡義彦（雑誌「OKAWARI」編集長） - 大高洋夫
- 大鷲誠二（飲食チェーン「大鷲フード」副社長・浩一の弟） - 吉村明宏
- 川崎敏也（尾道警察署 刑事） - 赤木伸輔
- 近藤可奈子（大鷲レストラン尾道店 アルバイト） - 田代さやか
- 犬山里美（犬山の妻） - 赤澤ムック
- 芹沢洋介（頬に傷のある男） - 加瀬信行
- 犬山文彦（大鷲レストラン尾道店 店長） - 加藤アツオ
- 船田恵理（善四郎の元妻・ウェイトレス） - 栗田よう子
- 桐生明夫（西山旅館 板前） - 山口竜央
- 菱沼（咲子の母・故人） - 渚あき
- 辻原（可奈子が以前働いていた店のシェフ） - 生島翔
- 篠崎加代（咲子の里親・末期がん患者） - 川田しのぶ
- 菱沼良郎（咲子の父・洋食「ボヌール」店主・故人） - 内藤典彦
- 河原綾子（西山旅館 仲居頭） - 杏野さや
- 刑事 - 後藤凌二、佐藤孝之
- 姫野初枝（西山旅館 女将） - 山村紅葉
- 大鷲浩一（飲食チェーン「大鷲フード」社長） - 国広富之
- 若林善四郎（和食料理店「公巣」主人） - 若林豪

第2作「佐野足利・七草に秘められた叫び」（2013年）
- 天地和志（うなぎ「天地屋」配達係・佐野東中学校 元柔道部部長） - 斉藤慶太（中学生：澤田怜央）
- 殿岡遥（殿岡の養女で旧姓「毛利」・美穂の妹） - 杉本有美（少女時代：原菜乃華）
- 尾藤真奈（ホテル一乃館 仲居・佐野東中学校 元柔道部員） - 橘実里（中学生：松田梨紗子）
- 殿岡理絵（殿岡の妻） - 岡まゆみ
- 古沢成美（BAR「Narumi」マスター・木崎の元秘書） - 越智静香
- 増渕（刑事） - 阪田マサノブ
- 松井（刑事） - 菊池健一郎
- 川部惚介（川部葬儀社 社長） - 森下哲夫
- 木崎聡（木崎総合病院 院長） - 中田博久
- 吉野周二（佐野東中学校 現校長・木崎の妻の弟） - 谷本一
- 土屋（佐野東中学校 教頭） - 石井洋祐
- 坂口進（蕎麦屋店主） - 山口竜央
- 阿部信子（ホテル一乃館 仲居頭） - 渡辺志保
- 天地文彦（うなぎ「天地屋」店主・和志の父） - 沖隆二郎
- そばや店員 - 平山さとみ
- 卯木（ラーメン「赤見屋本店」店主） - 袴田裕幸
- 冒頭の苦しんでいる老人 - 小関靖幸
- 毛利美穂（佐野東中学校 元柔道部員・15年前死亡） - 星野ありす
- 池田操（ホテル一乃館 女将） - 山村紅葉
- 小林健次郎（栃木県警本部 刑事・通称「コバヤン」・椿の同級生） - 風間トオル
- 殿岡智訓（佐野東中学校 元校長・椿の中学時代の恩師） - 中原丈雄

第3作「小京都連続殺人事件×外科医 鳩村周五郎」（2013年）
- 寺沢友紀（宮本とマリの娘・光雄の妹） - 小野真弓
- 宮本源三（宮本農園 園主） - 江藤潤
- 羽田卓（和菓子「千曲堂製菓」店主・羽田と利恵の息子） - 佐藤祐基
- 羽田洋平（羽田農園 園主） - 野添義弘
- 谷川孝夫（所轄の刑事） - 金山一彦
- 戸塚明奈（スナックあきな ママ） - 保田圭
- 羽田利恵（羽田の妻） - 水木薫
- 戸塚英明（富倉そば 店主・明奈の別居中の夫） - 山口竜央
- 寺沢信弘（友紀の夫・市議会議員） - 尾崎右宗
- 宮本光雄（宮本とマリの長男） - 荒木秀行
- 江口道子（斑尾高原ホテル 仲居頭） - 渡辺志保
- 梶原知美（友紀の友人） - 宗清万里子
- 山崎典久（所轄の刑事） - 並木幹雄
- 鳩村先生の隣で器具を渡す看護師 - 夏秋佳代子
- 北岡千佳代（斑尾高原ホテル 女将） - 山村紅葉
- 寺沢貞子（信弘の母） - 沢田亜矢子
- 宮本マリ（宮本の妻・末期がん患者） - 丘みつ子

第4作「宮崎日南・伝説鍋の食材推理」（2019年）
- 三沢由紀子（飫肥杉雑貨店『オビダラリー』店員・椿のファンでファンレターの送り主の一人） - 白石美帆
- 津川雅子（由紀子の妹・飫肥雑貨店『オビダラリー』のオーナー兼デザイナー） - 一戸奈美（幼少期：戸高花暖）
- 小川和子（雅子の同級生） - 李千鶴
- 石田早苗（雅子の同級生） - 小林きな子
- 岩切哲郎（陶芸家） - 山口竜央
- 岩切美加子（哲郎の妻・雅子らと同級生） - 松下恵
- 庄子満里子（ホテル支配人） - 山村紅葉
- 林原信子（満里子の秘書） - 渡辺志保
- 庄子高明（日南中央署刑事・満里子の弟） - 吉満寛人
- 古沢元春（日南中央署刑事） - 志村東吾
- 黒木俊明（左官職人） - 日向丈
- 黒木涼子（俊彦の妻） - 友倉由美子
- 津川信也（雅子の夫・由紀子と同学年） - 駿河太郎
- 阿部永次（日南中央署・刑事課班長） - 加藤茶
- 木村玲子（玄丹鍋の材料を椿らに説明する女性） - 森崎友紀

## スタッフ
- 原作 - 山村美紗
- 脚本 - 安藤康太郎
- 演出 - 楠田泰之
- 編成企画 - 瀧澤航一郎（第1作）、佐藤未郷（第2作）、高木明梨須・水野綾子（第3作）、情野誠人（第4作）
- プロデューサー - 菅井敦（ホリプロ、第1 - 3作）、川島永次（ホリプロ、第1作 - ）
- 制作 - フジテレビ
- 制作著作 - ホリプロ

## 放送日程
| 話数 | 放送日        | サブタイトル                         | 原作                                                | 脚本       | 演出     | 視聴率 |
| ---- | ------------- | ------------------------------------ | --------------------------------------------------- | ---------- | -------- | ------ |
| 1    | 2012年5月04日 | スパイスは復讐の味                   |                                                     | 安藤康太郎 | 楠田泰之 | 13.0%  |
| 2    | 2013年5月03日 | 佐野足利・七草に秘められた叫び       |                                                     | 安藤康太郎 | 楠田泰之 | 10.3%  |
| 3    | 10月18日      | 小京都連続殺人事件×外科医 鳩村周五郎 | くらやみ祭に人が死ぬ （「京都の祭に人が死ぬ」所収） | 安藤康太郎 | 楠田泰之 | 12.1%  |
| 4    | 2019年2月09日 | 宮崎日南・伝説鍋の食材推理           |                                                     | 安藤康太郎 | 楠田泰之 |        |

- 視聴率はビデオリサーチ調べ、関東地区・世帯